# Arrondissement d'Anklam
L'arrondissement d'Anklam est un arrondissement de Poméranie-Occidentale qui existe sous sa forme historique jusqu'à la réforme administrative de la RDA en 1952. Son territoire se situe désormais dans l'arrondissement de Poméranie-Occidentale-Greifswald en Mecklembourg-Poméranie-Occidentale. Le district appartenait à la Prusse jusqu'en 1945, puis en zone d'occupation soviétique et depuis 1949 à la RDA. Le chef-lieu de l'arrondissement est la ville d'Anklam, située sur la Peene.

## Histoire

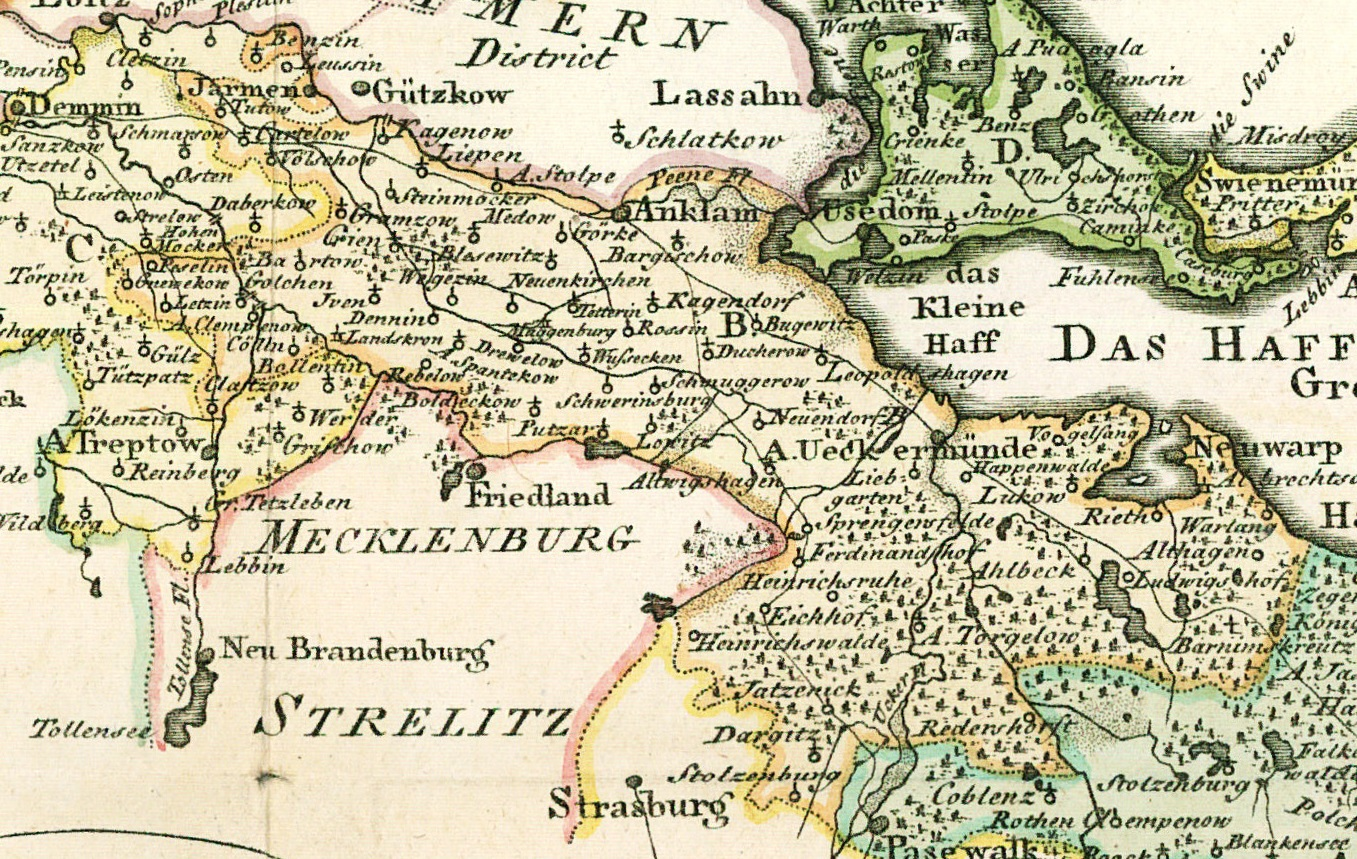
L'arrondissement d'Anklam jusqu'en 1818

L'Ancienne-Poméranie-Antérieure, tombée aux mains de la Prusse en 1720, est divisée au XVIIIe siècle en cinq arrondissements d'Anklam, Demmin, Randow (de), Usedom et Wollin,. À cette époque, l'arrondissement d'Anklam comprend les villes d'Anklam, Jarmen, Neuwarp et Ueckermünde, les six bureaux royaux de Klempenow, Königsholland, Spantekow, Stolpe, Torgelow et Ueckermünde ainsi que de nombreux domaines nobles. Lors de la réforme des arrondissements de 1818 dans le district de Stettin, les limites de l'arrondissement d'Anklam sont modifiées, : 
- La ville de Jarmen, le bureau de Klempenow et quelques autres villages font désormais partie de l'arrondissement de Demmin.
- Les villes de Neuwarp et Ueckermünde ainsi que les bureaux de Königsholland, Torgelow et Ueckermünde font désormais partie du nouveau arrondissement d'Ueckermünde
- À l'arrondissement d'Anklam s'ajoute la banlieue d'Anklam de Peendamm, qui se trouve sur la rive nord de la Peene et fait donc partie de la Nouvelle-Poméranie-Antérieure.

En 1871, l'arrondissement comprend la ville d'Anklam ainsi que 54 communes et 57 districts de domaine. En 1906, le bâtiment de bureau de l'arrondissement (de) existant à Anklam, Demminer Straße 71-74, est construit.

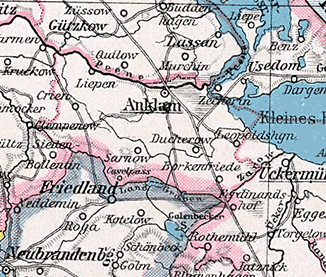
L'arrondissement d'Anklam de 1818 à 1950

Le 30 septembre 1929, une réforme territoriale a lieu dans l'arrondissement d'Anklam, comme dans le reste de la Prusse, dans laquelle tous les districts de domaine sont dissous et attribués aux communes rurales voisines. Entre 1935 et 1938, les communes de l'arrondissement, à l'exception de la ville d'Anklam, sont fusionnées pour former les huit grandes communes de Boldekow, Borckenfriede, Bugewitz, Ducherow, Krien, Medow, Pelsin et Spantekow. Ces grandes communes couvrent à peu près les superficies des anciennes circonscriptions administratives.
Au printemps 1945, le territoire de l'arrondissement est occupée par l'Armée rouge et devient une partie de la zone d'occupation soviétique, dans laquelle l'arrondissement, aujourd'hui appelé arrondissement d'Anklam, appartient à l'État de Mecklembourg (jusqu'en 1947 Mecklembourg-Poméranie-Occidentale). Les grandes communes formées dans les années 1930 sont dissoutes le 1er août 1946 et l'arrondissement est à nouveau divisé en communes traditionnelles aux côtés de la ville d'Anklam.
Le 1er juillet 1950, la ville de Lassan et les communes de Buggenhagen, Groß Polzin, Klein Bünzow, Klotzow, Murchin, Pamitz, Pinnow, Pulow, Rubkow, Salchow, Wahlendow, Wehrland et Ziethen sont transférés de l'arrondissement de Greifswald (de) à l'arrondissement d'Anklam.
Une réforme administrative majeure a lieu en RDA le 25 juillet 1952, au cours de laquelle les cinq États sont dissous et remplacés par 14 districts et la plupart des arrondissements ruraux par des arrondissements plus petits. L'ancien arrondissement d'Anklam est également dissous:
- Les communes d'Altwigshagen, Leopoldshagen, Lübs, Neuendorf A et Wietstock font désormais partie du nouveau arrondissement d'Ueckermünde (de).
- La ville de Lassan et les communes de Buggenhagen, Pulow et Wehrland rejoignent le nouveau arrondissement de Wolgast (de).
- Le reste de l'arrondissement, avec les communes de Groß Jasedow, Pätschow, Quilow et Schmatzin de l'arrondissement dissous de Greifswald, forme le nouveau arrondissement d'Anklam (de).
- Les arrondissements d'Anklam et d'Ueckermünde sont affectés au nouveau district de Neubrandenbourg, tandis que l'arrondissement de Wolgast est ajouté au nouveau district de Rostock.

## Évolution de la démographie
| Année | Habitants | Source |
| ----- | --------- | ------ |
| 1797  | 34 436    | [ 11 ] |
| 1816  | 30 856    | [ 12 ] |
|       |           |        |
| 1846  | 27 708    | [ 13 ] |
| 1871  | 30 331    | [ 6 ]  |
| 1890  | 30 689    | [ 9 ]  |
| 1900  | 32 693    | [ 9 ]  |
| 1910  | 34 084    | [ 9 ]  |
| 1925  | 35 787    | [ 9 ]  |
| 1933  | 35 279    | [ 9 ]  |
| 1939  | 39 335    | [ 9 ]  |
| 1946  | 53 714    | [ 14 ] |

Les limites de l'arrondissement subissent d'importants changements en 1818.

## Villes et communes

### Situation de 1950
Après la dissolution des grandes communes constituées dans les années 1930 et avant la réforme territoriale de 1950 en RDA, l'arrondissement d'Anklam comprend les communes suivantes :
| - Altwigshagen - Anklam, ville - Auerose - Bargischow - Blesewitz - Boldekow - Borntin - Bugewitz - Butzow - Dennin - Drewelow - Ducherow - Glien - Gnevezin - Görke - Grüttow | - Iven - Japenzin - Kagendorf - Kagenow (de) - Kalkstein - Krien - Krusenfelde - Leopoldshagen - Liepen (de) - Louisenhof - Löwitz - Lübs - Lüskow - Medow - Müggenburg - Neetzow | - Nerdin - Neu Kosenow - Neuendorf A - Neuendorf B - Neuenkirchen - Pelsin - Pinnow (bei Anklam) - Postlow - Priemen (de) - Putzar - Rathebur - Rebelow - Rosenhagen - Rossin - Sanitz - Sarnow | - Schmuggerow - Schwerinsburg - Spantekow - Steinmocker (de) - Stolpe - Stretense - Teterin - Thurow - Wegezin - Wietstock - Woserow - Wusseken - Wussentin - Zinzow |

### Communes dissoutes avant 1939
Certaines communes, devenues parties de grandes communes dans les années 1930, ne retrouvent pas leur indépendance après leur dissolution en 1946
- Alt Kosenow, fusionne avec Neu Kosenow pour former la commune de Kosenow dans les années 1920
- Alt Sanitz, fusionne avec Neu Sanitz et Blesewitz pour former la commune de Sanitz dans les années 1920
- Alt Teterin, fusionne avec Neu Teterin et Müggenburg pour former la commune de Teterin dans les années 1920
- Anklamer Fähre (de), également simplement Fähre, le 1er avril 1937 vers la grande commune de Pelsin, en 1946 vers Gnevezin
- Borckenfriede, le 1er avril 1937 à la grande commune de Borckenfriede, en 1946 à Altwigshagen
- Brenkenhof, le 1er avril 1937 à la grande commune de Medow, en 1946 à la commune de Medow
- Gramzow, le 1er avril 1937 à la grande commune de Krien, en 1946 à Krusenfelde
- Kamp, le 1er avril 1937 à la grande commune de Bugewitz, en 1946 à Rosenhagen
- Kosenow, le 1er décembre 1935 à la grande commune de Ducherow, en 1946 à Neu Kosenow
- Rubenow, le 1er avril 1937 à la grande commune de Boldekow, en 1946 à Borntin
- Strippow, le 1er avril 1937 à la grande commune de Spantekow, en 1946 à Neuenkirchen
- Tramstow, à Postlow dans les années 1920

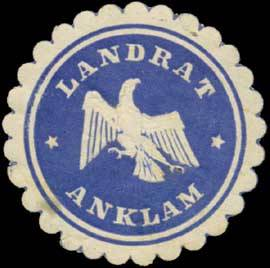
Arrondissement d'Anklam : sceau de l'administrateur de l'arrondissement

## Administrateurs de l'arrondissement
- 1733–174000Adolph Heinrich von Winterfeld (de)
- 1740–176300August von Parsenow (de)
- 1763–177900Adolph Friedrich von Neetzow (de)
- 1784–179200Friedrich Georg Ludwig von Borcke (de)
- 1792–179300Franz Friedrich Carl von Parsenow (de)
- 1793–181600Moritz Friedrich Wilhelm von Schwerin (de)
- 1818–183300Heinrich von Schwerin (de)
- 1833–184800Maximilian von Schwerin-Putzar
- 1849–185300Albert von Bülow
- 1853–188900Rudolph von Oertzen (de)
- 1889–999900Karl von Schwerin (de)
- 1889–189400Hermann von Somnitz (de)
- 1894–190800Ernst von Troschke (de)
- 1908–192700Hans von Rosenstiel (de)
- 1927–193200Max von Philipsborn (de)
- 1932–193400Egon von Haber (de)
- 1934–194000Wilhelm Becker
- 1940–194400Wilderich von Merfeldt
- 1944–194500Gerhard Becker (de)

## Constitution communale jusqu'en 1945
Depuis le XIXe siècle, l'arrondissement d'Anklam est divisé en villes, en communes rurales et en districts de domaine. Avec l'introduction de la loi constitutionnelle prussienne sur les communes du 15 décembre 1933 ainsi que le code communal allemand du 30 janvier 1935, le principe du leader est appliqué au niveau municipal. Une nouvelle constitution d'arrondissement n'est plus créée; Les règlements de l'arrondissement pour les provinces de Prusse-Orientale et Occidentale, de Brandebourg, de Poméranie, de Silésie et de Saxe du 19 mars 1881 restent applicables.

## Personnalités liées à l'arrondissement
- Eugen Ferdinand von Homeyer (1809-1889), ornithologue né à Medow
- Otto Lilienthal (1848-1896), pionnier de l'aviation, né à Anklam
- Heinrich Harder (1858-1935), peintre né à Putzar
- Maximilian von Schwerin-Putzar, est administrateur de l'arrondissement de 1833 à 1848, plus tard il est ministre prussien et éminent homme politique libéral.